# إرغون تيبر
إرغون تيبر (بالتركية: Ergün Teber) هو لاعب كرة قدم تركي في مركز الدفاع، ولد في 9 سبتمبر 1985 في أضنة في تركيا. شارك مع منتخب تركيا تحت 21 سنة لكرة القدم. أما مع النوادي، فقد لعب مع أنطاليا سبور وإسكيشهرسبور وتشايكور ريزه سبور وسامسون سبور وغنتشلربيرليغي وقونية سبور وقيصري إيرسيسبور وكايسري سبور وكوجالي سبور ونادي قاسم باشا ونادي كارديمير كارابوك سبور.

## وصلات خارجية
- إرغون تيبر على موقع الاتحاد الدولي (مؤرشف)  (الإنجليزية)
- إرغون تيبر على موقع اتحاد تركيا (لاعب) (الإنجليزية)
- إرغون تيبر على موقع قاعدة بيانات كرة القدم.إي يو (الإنجليزية)
- إرغون تيبر على موقع Soccerway.com (الإنجليزية)
- إرغون تيبر على موقع عالم كرة القدم.نت (الإنجليزية)